# Beatrice (Alabama)
Beatrice es un pueblo del Condado de Monroe, Alabama, Estados Unidos. En el censo de 2000, su población era de 412. 

## Demografía
En el 2000 la renta per cápita promedia del hogar era de $ 15.833$, y el ingreso promedio para una familia era de 15.625$. El ingreso per cápita para la localidad era de 8.661$. Los hombres tenían un ingreso per cápita de 30.417$ contra 15.469$ para las mujeres.

## Geografía
Beatrice está situado en 31°43′59″N 87°12′24″O / 31.73306, -87.20667 (31.733178, -87.206773).
Según la Oficina del Censo de los EE. UU., la ciudad tiene un área total de 1.35 millas cuadradas (3.50 km ²).